# Sovodenj
Sovodenj je naselje v Občini Gorenja vas - Poljane.